# Hermelinghen
Hermelinghen (flämisch: Hermelingen) ist eine französische Gemeinde mit 406 Einwohnern (Stand: 1. Januar 2022) im Département Pas-de-Calais in der Region Hauts-de-France; sie gehört zum Arrondissement Calais und zum Kanton Calais-2.

## Geografie
Hermelinghen liegt im Regionalen Naturpark Caps et Marais d’Opale, etwa 16 Kilometer südlich von Calais und 18 Kilometer nordöstlich von Boulogne-sur-Mer. Umgeben wird Hermelinghen von den Nachbargemeinden Fiennes im Nordwesten und Norden, Guînes im Norden, Bouquehault im Nordosten und Osten, Alembon im Südosten und Süden sowie Hardinghen im Westen.

## Geschichte
Während der Luftschlacht um England lag bei Hermelinghen ein Feldflugplatz der deutschen Luftwaffe, der von August bis September 1940 von den Bf 109E der II. Gruppe des Jagdgeschwaders 54 genutzt wurde. 

## Bevölkerungsentwicklung
| Jahr                       | 1962 | 1968 | 1975 | 1982 | 1990 | 1999 | 2006 | 2013 | 2022 |
| -------------------------- | ---- | ---- | ---- | ---- | ---- | ---- | ---- | ---- | ---- |
| Einwohner                  | 208  | 211  | 217  | 263  | 288  | 289  | 302  | 360  | 406  |
| Quellen: Cassini und INSEE |      |      |      |      |      |      |      |      |      |

## Sehenswürdigkeiten
- Kirche Sainte-Agathe aus dem 18. Jahrhundert
- Reste der alten Burgruine

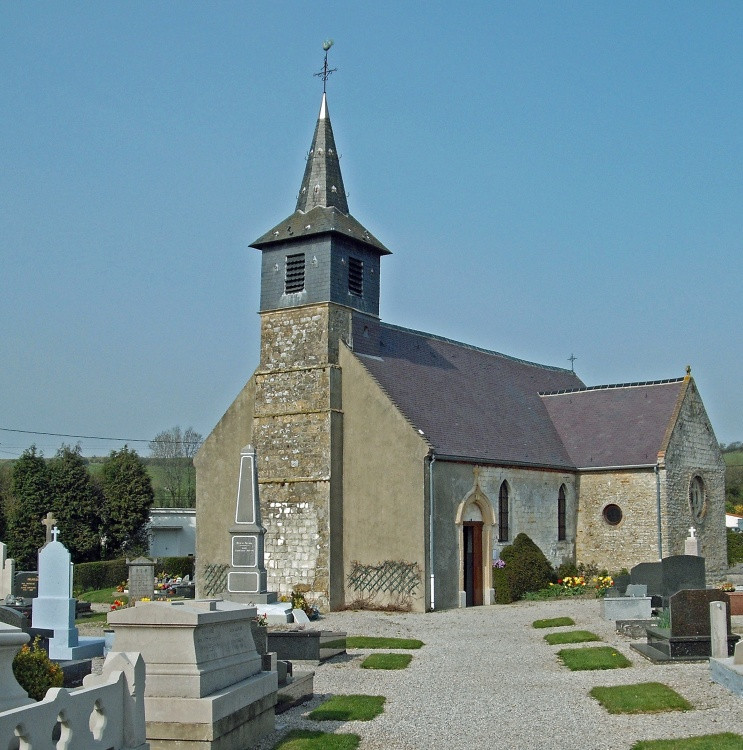
Kirche Sainte-Agathe
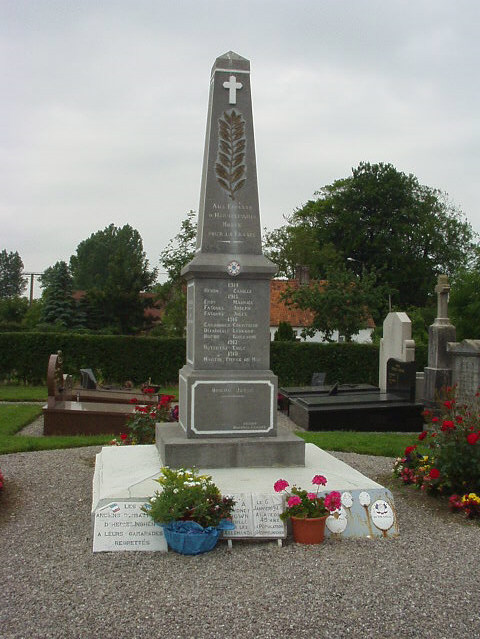
Gefallenendenkmal